# Gabriel La Rocca
Gabriel La Rocca (Valencia, 22 de enero de 1986) es un salonista venezolano forma parte de la Selección de fútbol sala de Venezuela, su posición es portero, actualmente milita en el ASD Salinis de Italia en la Serie A2 calcio a 5

## Trayectoria
- Bucaneros de la Guaira
- Caracas Futsala Club
- Playas de Castellón
- Fasano
- Atlético Belvedere
- Futsal Cisternino
- Cristian Barletta
- ASD Salinis

- Datos: Q29121789